# Гидель (кантон)
Гидель (фр. Guidel) — кантон во Франции, находится в регионе Бретань, департамент Морбиан. Входит в состав округа Лорьян.

## История
Кантон образован в результате реформы 2015 года. В его состав вошли все коммуны упраздненного кантона Плуэ и отдельные коммуны упраздненных кантона Пон-Скорф и Энбон.

## Состав кантона с 22 марта 2015 года
В состав кантона входят коммуны (население по данным Национального института статистики за 2019 г.):
- Бюбри (2 317 чел.)
- Гидель (11 767 чел.)
- Жестель (2 637 чел.)
- Калан (1 233 чел.)
- Кистиник (1 416 чел.)
- Клегер (3 298 чел.)
- Ланводан (801 чел.)
- Плуэ (5 792 чел.)
- Пон-Скорф (3 844 чел.)
- Энгиньель (2 185 чел.)
- Энзензак-Локрист (6 548 чел.)

## Политика
На президентских выборах 2022 г. жители кантона отдали в 1-м туре Эмманюэлю Макрону 30,7 % голосов против 24,2 % у Марин Ле Пен и 17,6 % у Жана-Люка Меланшона; во 2-м туре в кантоне победил Макрон, получивший 60,2 % голосов. (2017 год. 1 тур: Эмманюэль Макрон – 27,9 %, Марин Ле Пен – 18,7 %, Жан-Люк Меланшон – 18,1 %, Франсуа Фийон – 17,2 %; 2 тур: Макрон – 70,4 %. 2012 год. 1 тур: Франсуа Олланд — 29,4 %, Николя Саркози — 25,0 %, Марин Ле Пен — 16,1 %; 2 тур: Олланд — 54,6 %).
С 2021 года кантон в Совете департамента Морбиан представляют вице-мэр коммуны Гидель Франсуаза Баллестер (Françoise Ballester) (Разные правые) и мэр коммуны Плуэ Гвен Ле Не (Gwenn Le Nay) (Союз демократов и независимых).
|                | Кандидаты                               | Партия                   | Первый тур | Первый тур     | Второй тур | Второй тур |
| Кол-во голосов | Кандидаты                               | Партия                   | % голосов  | Кол-во голосов | % голосов  |            |
| -------------- | --------------------------------------- | ------------------------ | ---------- | -------------- | ---------- | ---------- |
|                | Франсуаза Баллестер Гвен Ле Не          | Правый блок              | 5 376      | 48,84          | 7 066      | 64,92      |
|                | Ивлин Кердрафрек Режи Керделюэ          | Левый блок               | 2 026      | 18,40          | 3 819      | 35,08      |
|                | Лидия Ле Бар Кристоф Юэ                 | Национальное объединение | 1 905      | 17,31          |            |            |
|                | Марсель Дронваль Флоранс Робер Делапорт | Левый блок — Зелёные     | 1 701      | 15,45          |            |            |

|                | Кандидаты                              | Партия             | Первый тур | Первый тур     | Второй тур | Второй тур |
| Кол-во голосов | Кандидаты                              | Партия             | % голосов  | Кол-во голосов | % голосов  |            |
| -------------- | -------------------------------------- | ------------------ | ---------- | -------------- | ---------- | ---------- |
|                | Франсуаза Баллестер Жан-Реми Керваррек | Правый блок        | 6 146      | 39,52          | 8 615      | 61,89      |
|                | Лор Детре Режи Керделюэ                | Разные левые       | 3 544      | 22,79          | 5 304      | 38,11      |
|                | Солен Беон Мари-Жозе Пьоле             | Национальный фронт | 3 461      | 22,25          |            |            |
|                | Паскаль Ле Бурлу Анник Оран            | Левый фронт        | 1 186      | 7,63           |            |            |
|                | Маэль Греньик Клодин Перрон            | Прочие             | 783        | 5,03           |            |            |
|                | Мари-Жозе Алано Алан Аргаль            | Прочие             | 433        | 2,78           |            |            |